# Kasteel Les Amerois

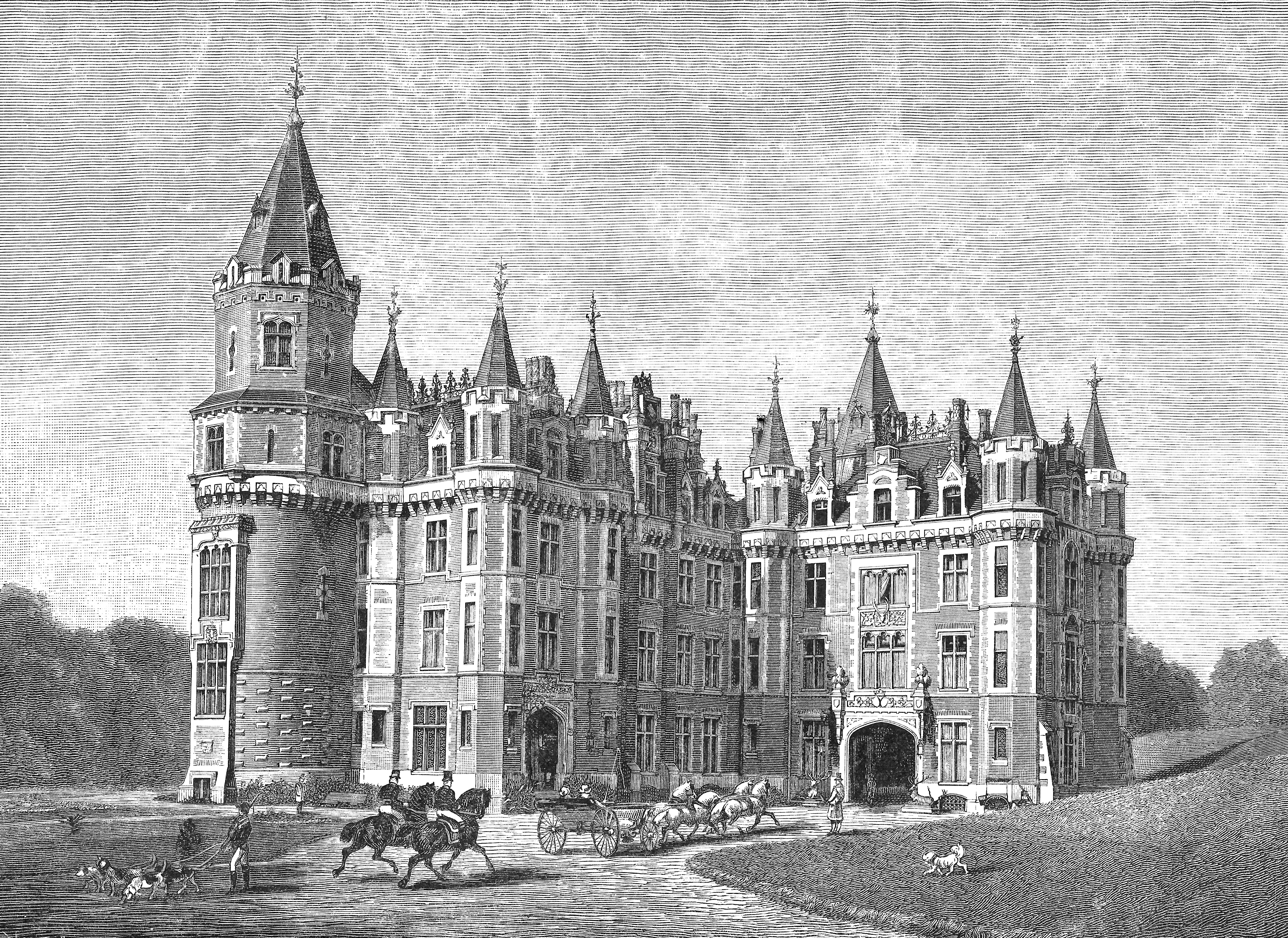
Houtgravure van het kasteel (1880)

Het Kasteel Les Amerois (Frans: Château des Amerois) is een kasteel in Bouillon in de Belgische provincie Luxemburg, naast het bos van Muno en tegen de grens met Frankrijk. Het werd gebouwd in 1874-1877 naar een ontwerp van Gustave Saintenoy.

## Geschiedenis
In 1849 verwierf de graaf van Mesniel gronden en liet hij er een landhuis optrekken. Théodore van der Noot d'Assche kocht het domein in 1859 en bouwde er een kasteel. Het geheel werd in 1868 voor 1 miljoen frank aangekocht door Filips van België, de broer van koning Leopold II.
Nadat het kasteel in 1874 was afgebrand, deed hij een beroep op architect Gustave Saintenoy om een feeërieke opvolger neer te zetten. De bidkapel kreeg bijzondere aandacht, met polychromie van Jules Helbig. In het park waren er sequoia's en een 158 meter lange loofgang. Duizenden planten- en bloemensoorten groeiden er in zeven serres. Filips voorzag ook somptueuze paardenstallen. Hij was een verwoed jager en verbleef er meerdere maanden per jaar. Zijn vrouw Maria van Hohenzollern-Sigmaringen maakte er schetsen en aquarellen.
In de Eerste Wereldoorlog bezetten Duitse militairen het kasteel. Achteraf bleek dat de schade meeviel, behalve in de wijnkelder.
Na Filips' dood werd het domein in onverdeeldheid geërfd door zijn drie kinderen. Ze verkochten het voor 7 miljoen frank aan de Luikse houthandelaar Colette. Hij kapte haast alle bomen en verkocht Amerois drie jaar later aan Alice Solvay, nicht van Ernest Solvay. Het domein is nog steeds private eigendom van haar afstammelingen.

## Eigenaars
Het domein was achtereenvolgens eigendom van:
- 1849: graaf van Le Maisniel
- 1859: Théodore graaf van der Noot, markies van Assche
- 1868: Filips van België
- 1924: Robert Colette
- 1927: Alice Solvay

## Bron
- "Les Amerois: des Flandre aux Solvay", Le Soir, 19 juli 1996

## Voetnoten
1. ↑  Dagblad van Zuidholland en 's Gravenhage, 26 augustus 1874
2. ↑  Damien Bilteryst (2014), Philippe Comte de Flandre, Frère de Léopold II, blz. 217
3. ↑  Baudouin D'Hoore, Inventaris van het archief van prinses Marie van Hohenzollern-Sigmaringen, Gravin van Vlaanderen (1794-1850) 1852-1912
4. ↑  Antoine Laurenty (2003), Les carnets d'un citoyen belge. 1914-1918, blz. 79